# Expolio soviético

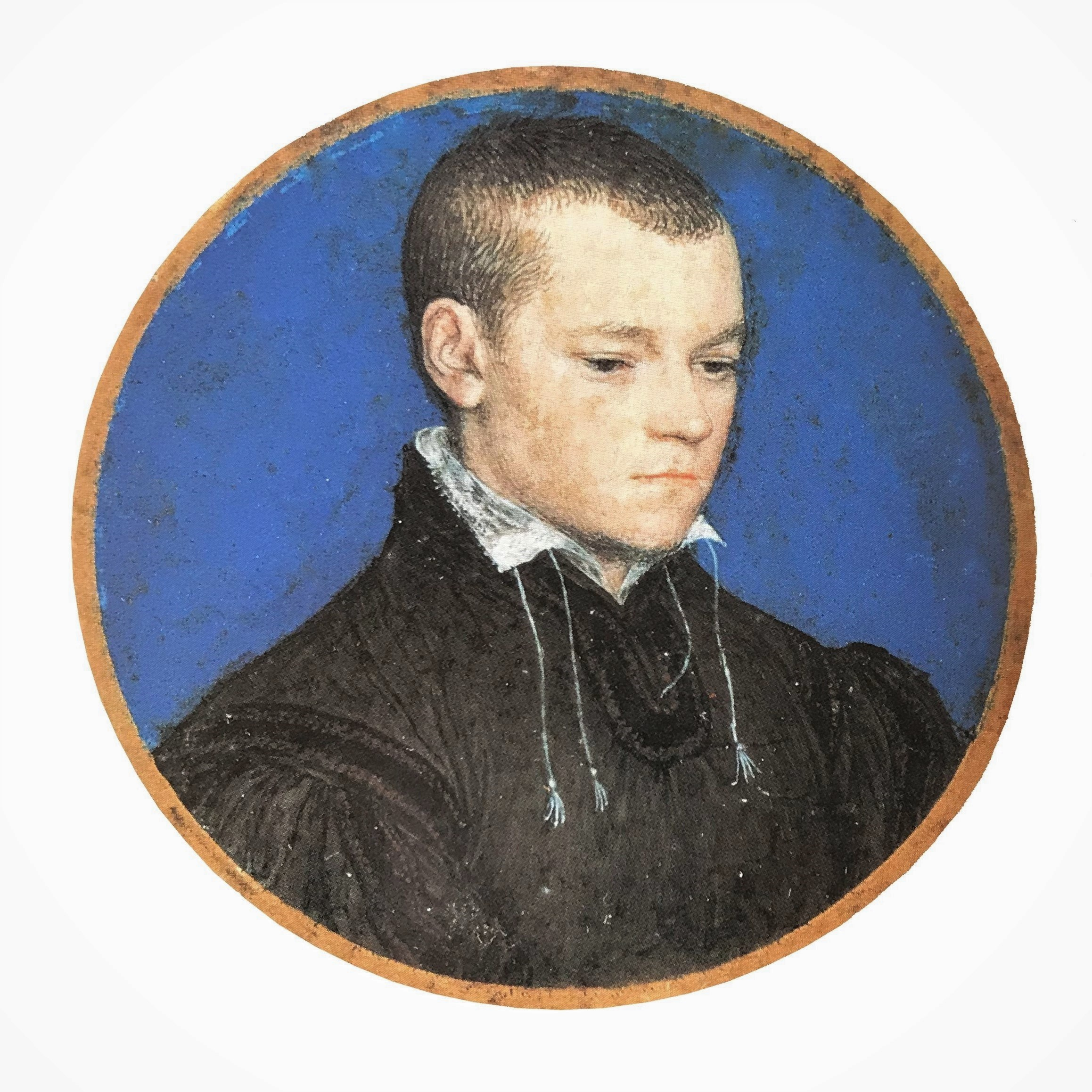
Retrato de Gregory Cromwell, c. 1535-40, Hans Holbein el Joven. Inicialmente saqueado del Museo de Danzig por los nazis, luego fue confiscado por los soviéticos y actualmente se encuentra en el Museo Pushkin de Moscú.

El expolio soviético hace referencia a como, durante y después de la Segunda Guerra Mundial, en zonas de Europa Central y Oriental se produjeron saqueos y confiscaciones a gran escala de bienes culturales, industriales y personales a manos de las Fuerzas Armadas Soviéticas.
La confiscación de obras de arte ocurrió después del saqueo de los tesoros artísticos de la cultura rusa y afines por parte de soldados y «brigadas de arte» alemanes durante los años iniciales de la Segunda Guerra Mundial, cuando Alemania avanzó rápidamente en territorio ruso. Desde la perspectiva del gobierno soviético, fue un intento de reparación por las pérdidas culturales de la URSS durante la guerra, sumado al tradicional deseo de enriquecimiento exhibido por los soldados victoriosos. Los objetos saqueados incluían desde obras de arte y colecciones de museos hasta equipos industriales y artículos domésticos. A pesar de algunos esfuerzos postsoviéticos iniciales por restituirlos, Rusia ha mantenido en gran medida justificaciones legales y políticas para retener estos materiales, a menudo citándolos como compensación por los crímenes nazis contra la URSS e ignorando el hecho de que algunos de los artículos que conserva pertenecieron a otras víctimas del saqueo nazi.

## Antecedentes
El saqueo y el pillaje han sido una consecuencia tradicional de las actividades militares a lo largo de la historia de la humanidad. Las fuerzas rusas han saqueado antes del establecimiento de la URSS, por ejemplo durante la Primera Guerra Mundial, y en los conflictos posteriores, como la invasión soviética de Polonia después de la Primera Guerra Mundial.

## Segunda Guerra Mundial

### Oficina de Expertos

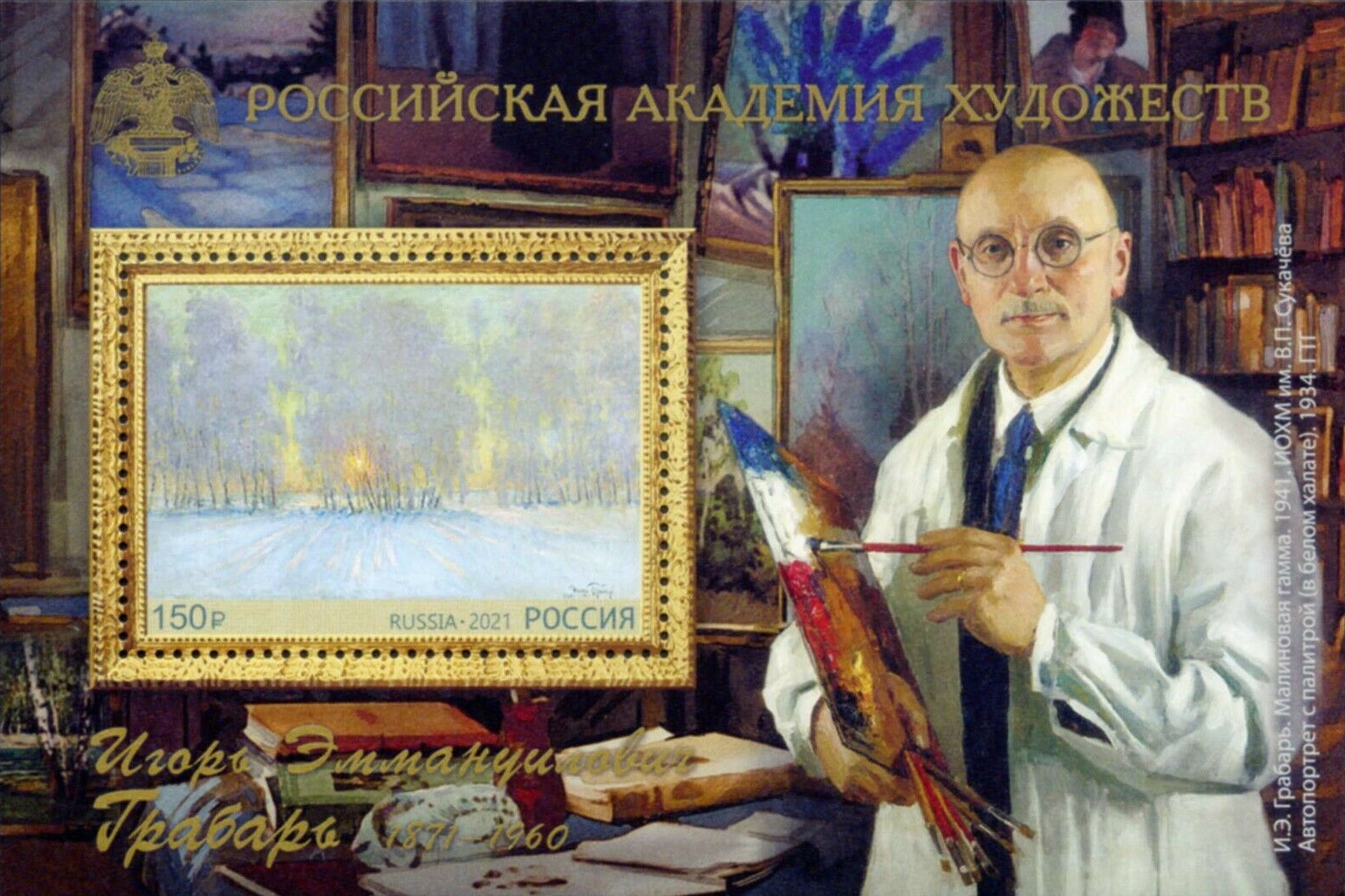
Una hoja de sellos rusos de 2021 que presenta un autorretrato de Grabar de 1934 y sus pinturas.

En 1943, el artista y erudito soviético Ígor Grabar propuso una compensación «ojo por ojo» por los tesoros artísticos soviéticos destruidos durante la Segunda Guerra Mundial con obras de arte extraídas de Alemania. La idea fue aprobada por las autoridades soviéticas, lo que llevó a la creación de la Oficina de Expertos, encargada de compilar listas de artículos que la URSS quería recibir como «restitución en especie» para compensar sus propias pérdidas culturales, tanto de instituciones estatales como de varias colecciones privadas. La Oficina estaba dirigida por el propio Grabar; entre sus otros miembros se encontraban Viktor Lazarev y Serguéi Troinitski.: 20–24  Si bien este tema sería objeto de discusión entre los aliados de la Segunda Guerra Mundial, finalmente no fue objeto de ninguna resolución común. Calcular las pérdidas resultó difícil porque muchas instituciones culturales soviéticas carecían de catálogos fiables y el mercado del arte poco desarrollado en Rusia hacía prácticamente imposible establecer el valor de mercado de muchas obras de arte rusas. Además, una vez que las fuerzas soviéticas entraron en territorios no soviéticos, rápidamente se dedicaron a saqueos a gran escala y mal documentados, mientras se negaban a proporcionar las listas de artículos retirados de la zona de ocupación soviética en Alemania.: x  La lista propiamente dicha de la Oficina no se terminó hasta 1946, e incluso entonces estaba muy incompleta.

### Saqueos por parte de particulares
En 1944, una contraofensiva soviética en el frente oriental logró hacer retroceder a las tropas alemanas, y las tropas soviéticas comenzaron a entrar en territorios no soviéticos. El 26 de diciembre de 1944, un decreto oficial soviético autorizó a los soldados a enviar paquetes por correo, mensualmente, desde el frente, con un peso que variaba según el rango (5 kilogramos para soldados rasos, 10 kilogramos para oficiales, y 15 kilogramos para generales). Se inspiró en un sistema similar introducido por el ejército alemán y «se consideró una invitación abierta a los soldados [soviéticos] a apoderarse de lo que pudieran» y el comienzo de la institucionalización soviética del saqueo. Esto resultó en un aumento significativo de los paquetes enviados por los soldados soviéticos, lo que provocó una sobrecarga del sistema oficial. A su vez, las familias de los soldados comenzaron a realizar solicitudes de tipos específicos de artículos (como prendas de vestir) que querían ser «adquiridos». Los soldados también llevaban paquetes grandes al regresar a casa; en casos extremos, algunos soldados declararon llevar «bolsas» que pesaban cerca de una tonelada.: 304–308 
Los territorios polacos estuvieron entre los primeros territorios no soviéticos en los que entraron las unidades del Ejército Rojo. Sin embargo, a las autoridades polacas generalmente no se les permitía asumir el control de una ciudad hasta varios días después de que esta fuera ocupada por las fuerzas soviéticas, lo que se entendía como un período de gracia durante el cual los soldados del Ejército Rojo podían saquearla. En algunos casos, los saqueos y las celebraciones de la victoria por parte de los soldados del Ejército Rojo provocaron daños adicionales, por ejemplo, debido a incendios (más del 80% de la ciudad polaca de Lubawa fue dañada por un incendio atribuido a los soldados borrachos del Ejército Rojo que celebraban la captura de la ciudad).: 359 : 273  Bogdan Musiał estima que, mediante actos de vandalismo e incendios a gran escala, «en los territorios de Alemania Oriental antes de la guerra, los soldados del Ejército Rojo destruyeron más bienes culturales y obras de arte de los que lograron confiscar y llevar a la URSS».: 297 : 297  Las quejas de las autoridades comunistas polacas sobre saqueos cometidos por soldados soviéticos fueron a menudo ignoradas por las autoridades soviéticas pertinentes; en casos extremos, esto incluso llevó a enfrentamientos violentos entre soldados del Ejército Rojo y fuerzas policiales operadas por los comunistas polacos.: 273  : 74–78  La devastación y los robos se hicieron cada vez más graves en los territorios que los soviéticos consideraban alemanes.

### Saqueo institucionalizado y brigadas de trofeos

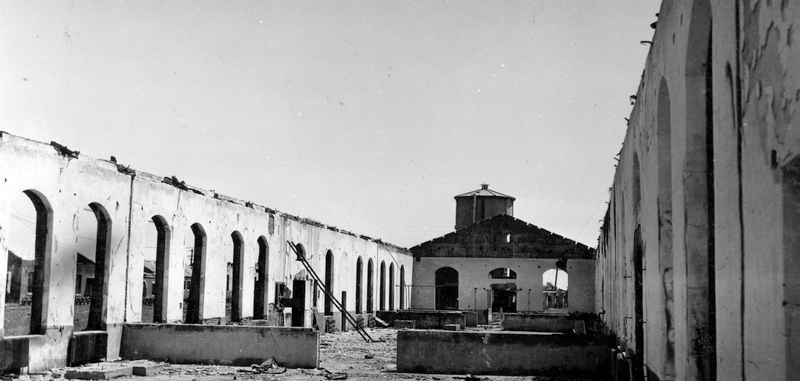
Una tienda de baterías y fontanería de Changchun saqueada por las tropas soviéticas en 1946.

En febrero de 1945, poco después de regresar de la Conferencia de Yalta, Josef Stalin emitió varios decretos que describían los principios y reglas para el traslado soviético de la propiedad cultural e industrial de los territorios extranjeros controlados por el Ejército Rojo. No se trataba solo de territorios alemanes, sino también de otras regiones, como países alineados con el Eje, como Hungría, y también países aliados, como Polonia o China (en territorios capturados a los japoneses, particularmente en Manchuria).: 249–251, 274–275, 279, 319  Esto condujo a un saqueo institucionalizado llevado a cabo por grupos especializados que operaban bajo las órdenes del gobierno soviético, las llamadas «brigadas de trofeos» soviéticas, compuestas por expertos, incluidos historiadores del arte, funcionarios de museos, artistas y restauradores, encargados de encontrar objetos de valor cultural para ser confiscados y enviados a la URSS. Los objetos incautados se almacenaban en lugares denominados «almacenes de trofeos».: x  Las brigadas eran operadas por varias agencias del gobierno soviético; su coordinación era deficiente y en algunos casos se las describió como competidoras entre sí.
Además de objetos de arte, domésticos y de lujo (ropa, muebles, vehículos), otras categorías importantes de artículos confiscados por los soviéticos incluían equipos científicos (véase Alsos Ruso) y, en particular, equipos industriales. También se vaciaron las bóvedas de los bancos. Los soviéticos desmantelaron y trasladaron plantas industriales enteras, dejando paredes vacías. También eliminaron elementos de infraestructura, como miles de kilómetros de vías ferroviarias.: 276–277  El primer teatro de operaciones de las brigadas trofeo, en febrero de 1945, fue la parte alemana de Silesia y áreas adyacentes. Una vez despojados de los objetos de interés para los soviéticos, estos serían entregados a Polonia, como Territorios Polacos Recuperados).: p359 : 259, 272–273, 276, 295–296  En varios casos, los soviéticos también saquearon áreas que formaban parte de la Segunda República polaca en el período de entreguerras (por ejemplo, las ciudades de Września, Włocławek y Grudziądz). En otros casos, las autoridades soviéticas, después del saqueo inicial de un objeto industrial, lo entregaron a las autoridades comunistas polacas para su reparación, y luego lo confiscaron nuevamente para otra ronda de saqueo, antes de devolverlo nuevamente.
Cuando terminó la guerra, la Unión Soviética también instituyó reglas que legitimaban las compras de «trofeos», algunas cubiertas por el Estado y basadas en el rango del soldado. La evidencia anecdótica de la época sugiere que algunos funcionarios de alto rango, como el general Gueorgui Zhúkov, adquirieron tanto botín que planificaron aviones enteros para transportarlo. En ejemplos mejor documentados, a partir de junio de 1945, los generales del Ejército Rojo en Alemania y territorios similares podían recibir, sin coste alguno, un automóvil, mientras que a los oficiales de menor rango se les ofrecían motocicletas o bicicletas. Otros artículos distribuidos por las autoridades soviéticas a su personal, sin costo alguno o por una pequeña tarifa, incluían artículos tales como muebles (incluidos pianos y relojes), relojes de pulsera, alfombras, cámaras y artículos similares. En el mercado negro se comercializaban aún más artículos. Esto dio lugar a un importante flujo hacia la Unión Soviética de artículos de lujo inicialmente adquiridos y utilizados por los familiares del personal militar que servía en territorios ocupados no soviéticos.

## Después de la guerra

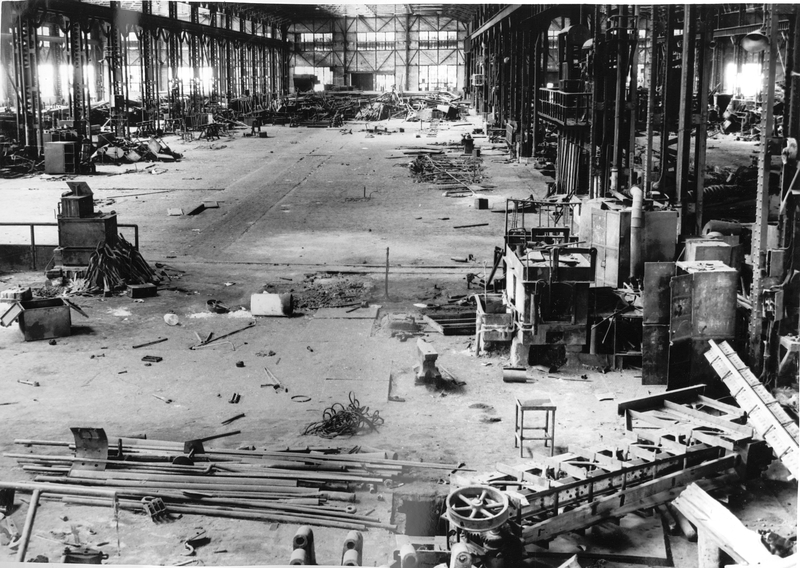
Sumitomo Metal Industries de Manchuria en Anshan, China, fue saqueada por el ejército de la URSS en 1946.

Konstantin Akinsha escribió que «hacia la segunda mitad de 1945, la necesidad de compensar las pérdidas culturales soviéticas con artefactos igualmente importantes de colecciones alemanas específicamente designadas fue olvidada y sustituida por el concepto de la retirada total de los bienes culturales de los territorios ocupados por la Unión Soviética».
Después de la guerra, el proceso de saqueo se transformó aún más en reparaciones de guerra (específicamente, las reparaciones de la Segunda Guerra Mundial). El saqueo soviético de los territorios ocupados, incluidos aquellos nominalmente bajo control de sus aliados, como Polonia, continuó durante varios años después de terminada la guerra.: 300 
La enorme cantidad de botín industrial (maquinaria, recursos y tecnologías asociadas) se ha descrito como un factor significativo para la rápida reconstrucción de la URSS después de la guerra, lo que condujo a su surgimiento como potencia global en la segunda mitad del siglo XX.: 330–348 

### Ocultación y almacenamiento en museos
Inicialmente, Stalin tenía planes para un «supermuseo» que celebrara la victoria soviética, similar al Museo del Führer planeado por Hitler.: 294  La mayoría de los bienes culturales confiscados por el Estado soviético se concentraron en unas pocas instituciones en los principales centros, como Moscú y Leningrado (en particular, el Museo Pushkin en Moscú y el Museo del Hermitage en Leningrado), y pocas compensaciones llegaron a las instituciones culturales de las zonas provinciales. Se prepararon exposiciones de arte de trofeos, pero nunca se abrieron al público general y sólo pudieron acceder a ellas funcionarios soviéticos de alto rango. Poco después, Stalin ordenó que dichas colecciones se consideraran de alto secreto, lo que se entendió como un intento de ocultar a la opinión pública internacional el alcance del saqueo soviético.: 299  Desde entonces, la URSS ha negado en general que poseyera obras de arte de importancia confiscadas.
Se ha descrito a las autoridades soviéticas como muy tolerantes hacia el robo de propiedad enemiga, aunque hubo casos de imposición de impuestos más o menos oficiales, que llegaron hasta el soborno y dieron lugar a detenciones, incluso de soldados considerados demasiado ambiciosos y codiciosos. Los robos en trenes y almacenes que transportaban botín, incluidas reparaciones, se convirtieron en un problema grave durante varios años. Algunos delitos fueron cometidos por bandas armadas; otros implicaron a funcionarios corruptos que confiscaron y revendieron bienes ilegalmente. En algunos casos, funcionarios corruptos robaban a los veteranos y a sus familias, incluso confiscando condecoraciones y documentos que les daban acceso a privilegios. Para abordar estos problemas, en particular el robo de propiedad estatal, se aprobaron varias leyes nuevas, sobre todo en 1947. En esa época, Stalin utilizó el argumento del mal uso de los trofeos de guerra en numerosos casos, para limitar el poder de los militares; una de las víctimas más destacadas de esta acusación fue el mariscal Gueorgui Zhúkov.

### Revelaciones posteriores a 1991

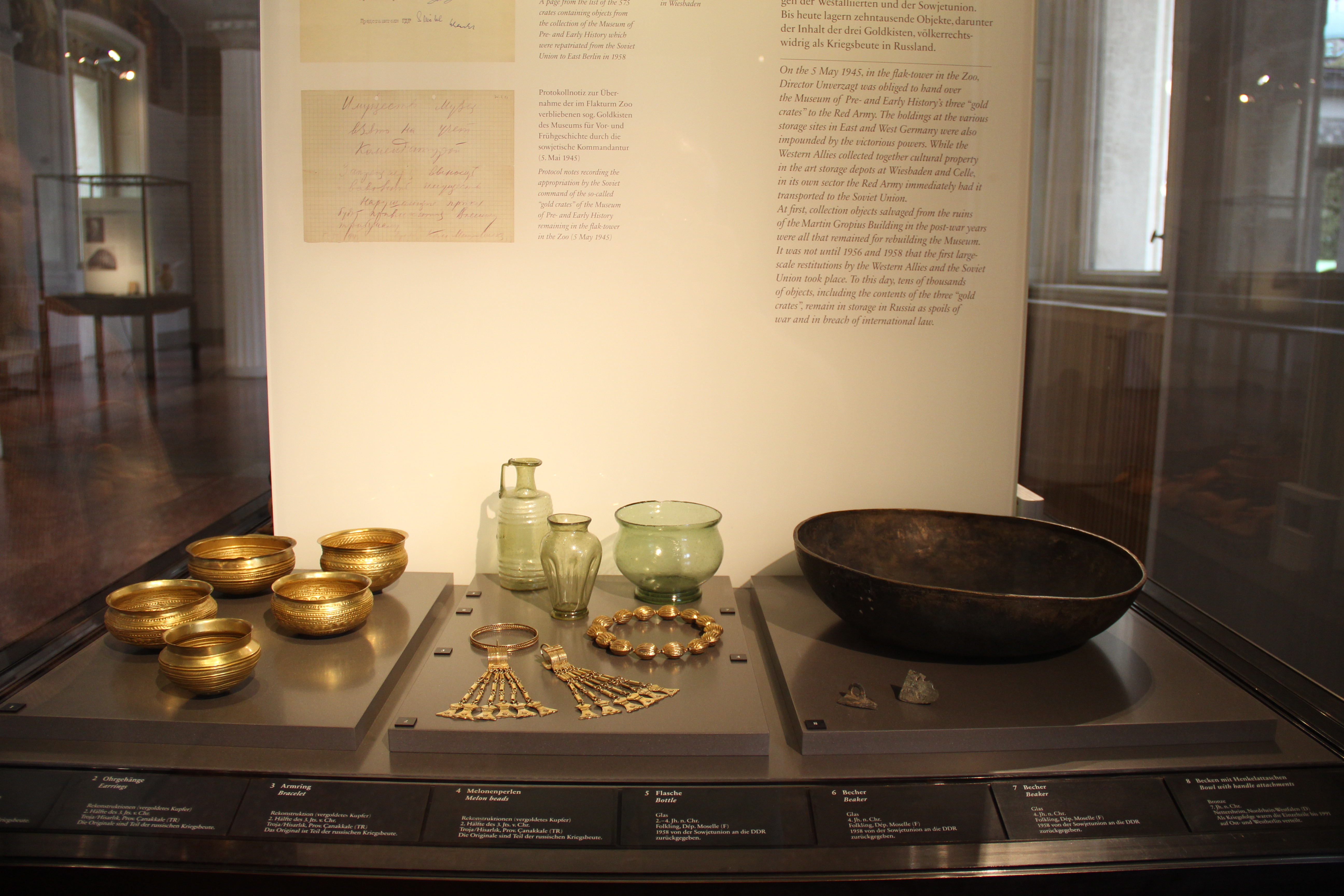
Copias de artefactos saqueados por los soviéticos durante la Segunda Guerra Mundial en un museo alemán.

El alcance del saqueo soviético salió a la luz a principios de la década de 1990, con revelaciones sobre las brigadas de trofeos soviéticas y las reservas de arte saqueado de la Segunda Guerra Mundial que aún persisten en almacenes ocultos. Las revelaciones iniciales vinieron de los historiadores de arte rusos Konstantin Akinsha y Grigorii Kozlov, quienes publicaron sus hallazgos en la revista estadounidense ARTnews. Los principales medios de comunicación del mundo entero se hicieron eco de estos acontecimientos, dando lugar a debates públicos como el simposio The Spoils of War. Uno de los primeros trabajos notables sobre esto fue el libro de 1994 El botín: secretos de las reparaciones alemanas (Добыча: тайны германских репараций) del historiador militar ruso Pavel Knyshevskii (Павел Николаевич Кнышевский).
En Rusia, tras un ligero deshielo en las relaciones con Occidente luego de la disolución de la Unión Soviética, la presión internacional mediante la opción pública condujo a algunas restituciones tempranas. Sin embargo, la creciente oposición de los nacionalistas en la Duma Estatal rusa condujo a una ley que detuvo cualquier futura restitución cultural. Posteriormente, la legalidad del retiro soviético de objetos culturales de Alemania fue abordada por la ley de bienes culturales rusa de 1998, que justifica ampliamente las acciones soviéticas, afirma la legalidad de la nacionalización de facto de los «trofeos» de la Segunda Guerra Mundial y continuó la tendencia soviética de denegar la mayoría de las reclamaciones de compensación. Además, la información sobre la restitución de propiedad soviética a la URSS por parte de los aliados occidentales ha sido suprimida en la Unión Soviética y todavía es en gran parte desconocida o negada en Rusia, y persisten en los medios rusos modernos afirmaciones incorrectas de que gran parte de los artefactos culturales soviéticos saqueados por los alemanes permanecen en Occidente. (En cambio, gran parte de ellos fueron devueltos poco después de la guerra a través del programa de Monumentos, Arte y Archivos). Se ha estimado que el valor combinado del botín soviético asciende a varios miles de millones de dólares.: 316–320 

## En los conflictos posteriores a la Segunda Guerra Mundial
Las fuerzas soviéticas han informado de saqueos en los conflictos de la era de la Guerra Fría que siguieron a la Segunda Guerra Mundial, como en la guerra soviética-afgana. De igual modo, las fuerzas rusas han mostrado un comportamiento similar en los conflictos posteriores a la caída de la URSS, como en la invasión rusa a Ucrania.

## Controversias

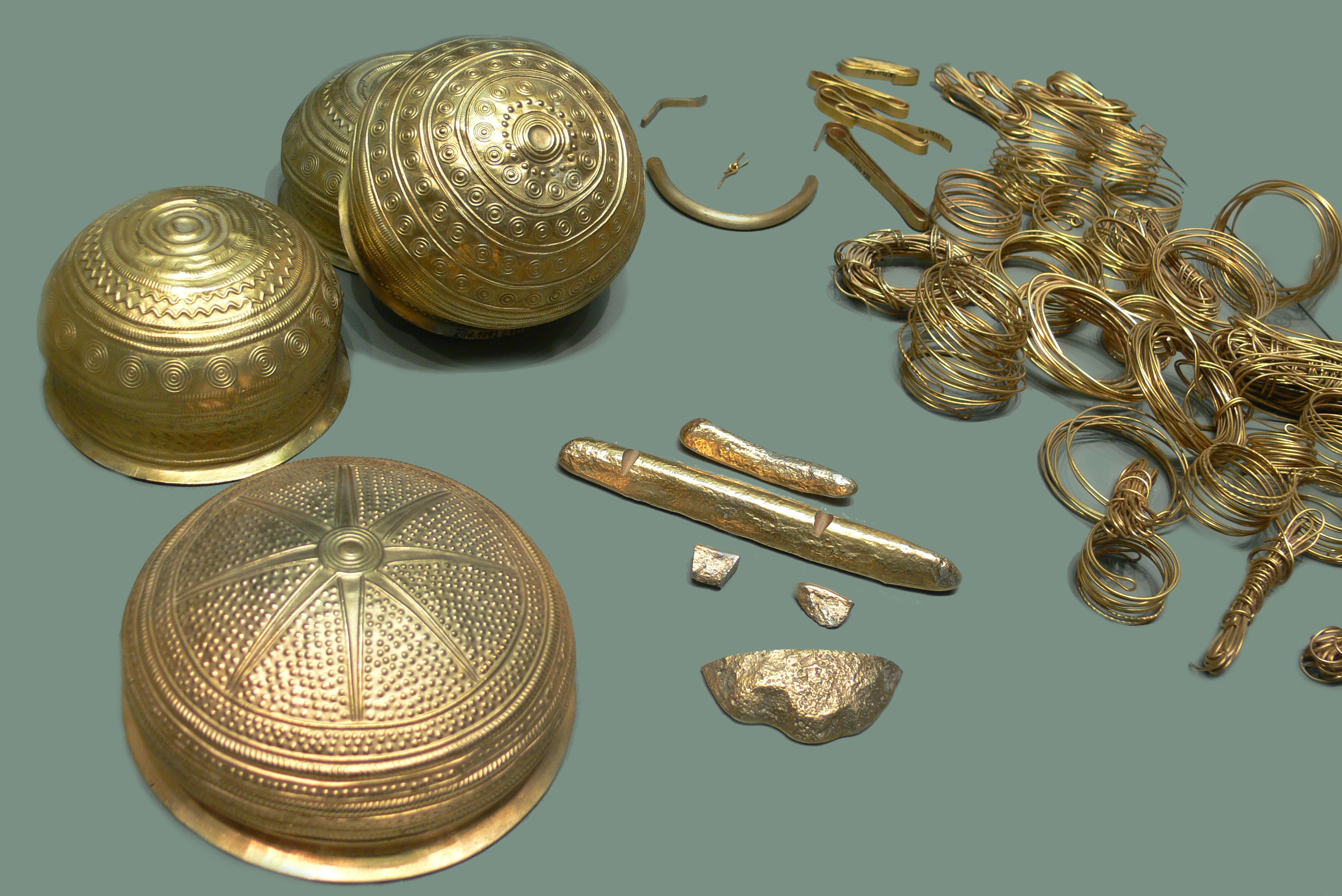
El tesoro de Eberswalde (réplica en la imagen) procedente de Alemania desapareció en 1945 de Berlín y fue localizado en 2004 en un depósito secreto dentro del Museo Pushkin de Moscú.

Las acciones soviéticas violaron la Convención de La Haya de 1907, que prohíbe la confiscación de bienes culturales en tiempos de guerra.
Según Akinsha, las acciones soviéticas resultaron en «la destrucción total de los museos de Alemania Oriental y Polonia Occidental». Akinsha también señaló que «las pérdidas de museos soviéticos fueron de calidad moderada», ya que los alemanes nunca llegaron y, por lo tanto, no pudieron saquear las colecciones soviéticas más grandes, y muchas otras fueron evacuadas al este antes de que los alemanes las tomaran. Esto haría que la confiscación soviética de propiedad alemana fuera desproporcionada a las pérdidas sufridas. Los soviéticos confiscaron tantos objetos que aquellos de interés local y de escaso valor fueron incluso descritos como una «carga para las instituciones culturales soviéticas». Otros permanecieron en almacenes secretos y nunca fueron mostrados al público. Algunos nunca han sido catalogados hasta el día de hoy; algunos perecederos, como documentos escritos u objetos delicados, se han perdido durante el transporte o por un almacenamiento inadecuado.: 296, 301–302, 321 

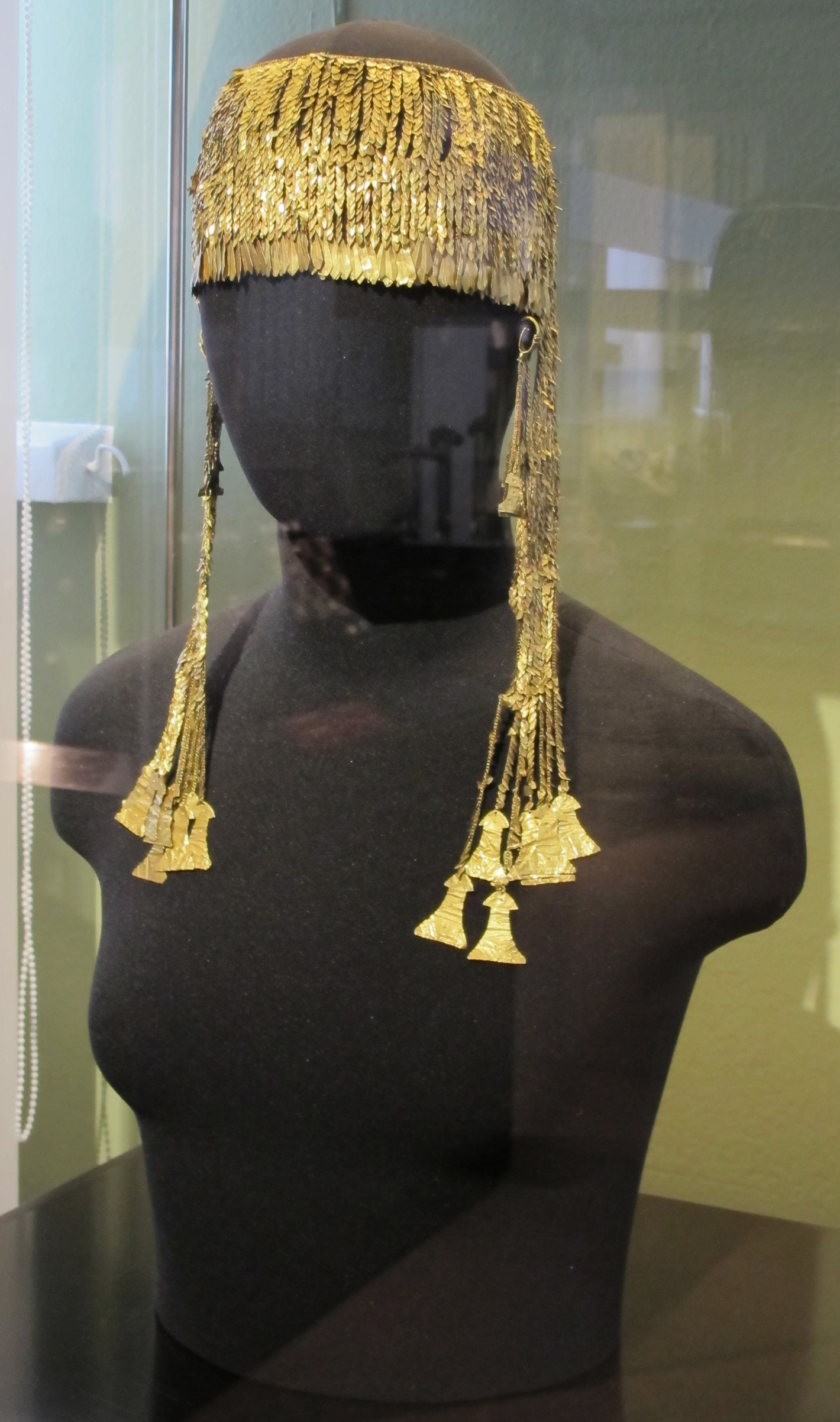
La «gran» diadema del Tesoro de Príamo en una exposición en el Museo Pushkin en 2011.

Algunos de los objetos confiscados por los soviéticos y posteriormente transferidos a la URSS incluían los que pertenecían a instituciones estatales o a coleccionistas de países europeos saqueados por los alemanes durante la guerra (por ejemplo, del Museo Nacional Polaco en Poznań: 296 ), incluidas las de las víctimas judías del Holocausto; la Unión Soviética (y más tarde, Rusia) se han negado firmemente a devolver los artículos a dichas partes o a compensarlas de otro modo. Las excepciones incluyeron algunas colecciones de museos estatales que fueron devueltas a los estados satélite soviéticos durante el período de desestalinización, con el objetivo de apaciguarlos y después de acontecimientos como la Revolución húngara de 1956. Sin embargo, incluso esas restituciones excepcionales a los estados satélite soviéticos han sido descritas como mínimas, y cualquier restitución a coleccionistas privados u otros países ha sido vista como aún más marginal. Las devoluciones recientes, relativamente raras, se referían a objetos menos valiosos, como archivos, y estaban acompañadas de solicitudes de pago de «tarifas de almacenamiento» y «devolución equivalente» de artefactos rusos en poder de los países receptores. Entre los ejemplos de importantes artefactos culturales que permanecen en posesión rusa, saqueados durante la Segunda Guerra Mundial, se incluyen el Tesoro de Príamo, la Colección Baldin o el Tesoro de Eberswalde.
La devolución de artículos a países, incluso a aquellos que están fuera de las potencias del Eje, sigue siendo profundamente impopular entre la población rusa. En 2005, un funcionario ruso de una agencia de patrimonio cultural declaró: «Todo lo que la Unión Soviética tomó como compensación... no está sujeto a devolución». Esto se explica por la «manipulación de la memoria histórica» por parte de los gobiernos soviético y ruso, que refuerza constantemente la imagen de los «trofeos» como justa compensación por las pérdidas culturales sufridas por Rusia (aunque la mayoría de dichas pérdidas ocurrieron en territorios de la actual Ucrania). La devolución de las obras de arte es un anatema para los nacionalistas rusos, que creen que cualquier acción de ese tipo significa debilidad por parte de Rusia, mientras que, por el contrario, conservarlas demuestra que Rusia es una gran potencia que no se doblega ante Occidente.: 255 

## En la cultura popular
El saqueo generalizado soviético dio lugar a un estereotipo en Europa Central y Oriental del soldado soviético como un saqueador «con muchos relojes de pulsera».: 359 : 76  Una fotografía icónica del final de la guerra, Bandera de la victoria sobre el Reichstag, que se convirtió en un símbolo de la victoria soviética sobre la Alemania nazi, capturó al sargento mayor Abdulkhakim Ismailov, quien apoyaba al abanderado, aparentemente usando dos relojes, lo que podría implicar que había saqueado uno de ellos. Para tapar ese vergonzoso detalle, la foto fue editada.
El saqueo también fue tema de obras literarias. Un escritor ruso y exoficial del Ejército Rojo durante la Segunda Guerra Mundial, Aleksandr Solzhenitsyn, escribió un largo poema que describe la marcha del Ejército Rojo a través de Prusia Oriental, Noches prusianas, un pasaje del cual describe el saqueo:
Los conquistadores de Europa pululan,

los rusos corren por todas partes...

En sus camiones cargan su botín:

Aspiradoras, vino y velas,

Faldas, portarretratos y pipas,

Broches, medallones, blusas, hebillas,

Máquinas de escribir (no con caracteres rusos),

Anillos de salchichas y quesos,

pequeños utensilios domésticos y velos,

Peines, tenedores y copas de vino,

Degustadores, zapatos y balanzas...

—Aleksandr Solzhenitsyn, de Noches prusianas.: 359 

## Historiografía
En la historiografía, el tema del saqueo soviético ha sido considerado poco estudiado. Algunos documentos clave, incluidos los decretos emitidos por Josef Stalin en 1945 para el retiro soviético de bienes culturales de los territorios ocupados por el Ejército Rojo, todavía estaban clasificados y no habían sido revelados a los historiadores hasta mediados de la década de 2010. Se supone que otros ya fueron destruidos para evitar situaciones embarazosas o dificultar las investigaciones sobre los crímenes soviéticos.: 259, 272–273 